# Pelodera punctata
Pelodera punctata är en rundmaskart som först beskrevs av Nathan Augustus Cobb 1914.  Pelodera punctata ingår i släktet Pelodera och familjen Rhabditidae. Inga underarter finns listade i Catalogue of Life.